# Alonso Lujambio
Alonso Lujambio Irazábal, né le 2 septembre 1962 à Mexico, Mexique, et mort d'un cancer le 25 septembre 2012 à l'âge de 50 ans, est un homme politique mexicain. Il est secrétaire de l'Éducation du Mexique de 2009 à 2012.